# Jung Ryeo-won
Dans ce nom coréen, le nom de famille, Jung, précède le nom personnel.
Jung Ryeo-won, née le 21 janvier 1981 à est une actrice sud-coréenne, occasionnellement mannequin. Ancienne chanteuse, elle était membre du girl group Chakra dans les années 90, mais s'est fait connaître au grand public grâce à ses rôles principaux dans plusieurs séries télévisées sud-coréennes, notamment Which Star Are You From (2006), Hello, Francesca (2005) ou My Lovely Sam Soon (2005), série dans laquelle elle interprète le rôle de Yoo Hee-jin.

## Biographie
La deuxième fille parmi trois enfants, Jung est née à Séoul, mais a émigré en Australie. Elle a fait ses études dans deux universités, celle de Korea (à Séoul, Corée du Sud) et également Griffith (à Brisbane, Australie).
Lors d'un voyage en Corée du Sud en 1999, Ryeo-won est repérée par un producteur et rejoint directement le groupe Chakra, composé de Eani, Eun, Hwangbo et Bona. Bien que le groupe fonctionne, elles finissent par se séparer en 2004, pour continuer chacune une carrière en solo. Jung poursuit cependant sa carrière à la télévision, en commençant par le rôle de Yoo Hee-jin dans la série télévisée My Lovely Sam Soon en 2005, diffusée sur MBC entre juin et juillet la même année.
En 2010, elle joue au cinéma dans le film Sleeping with the Enemy (Coucher avec l'ennemi), avec l'acteur Kim Joo-hyuk. Le film se déroule pendant la guerre de Corée.
Elle est très amie avec l'acteur et mannequin américano-coréen Daniel Henney, depuis leur rencontre dans la série My Lovely Sam Soon,.
En 2018, au côté de Junho (membre des 2PM) et Jang Hyuk, elle joue dans la série "Wok of love" pour un total de 38 épisode de 30 minutes. Elle joue le rôle de Dan Sae‑woo, la fille d'un riche banquier qui perd tout ce qu'elle a quand son père se retrouve en prison,à la suite d'une accusation de détournement, elle est donc contrainte de travailler dans le restaurant du beau Seo Poong.

## Filmographie

### Télévision
- 2002 : Saxophone : Ja-nam
- 2003 : Argon : Su-hyeon Kwon
- 2004 : Banjun Drama
- 2004 : Father of the Ocean  : Ju-Hong
- 2005 : Hello Franceska : Elizabeth
- 2005 : My Lovely Sam Soon : Yoo Hee-jin
- 2005 : Autumn Shower : Park Yeon Seo
- 2006 : Which Star Are You From : Kim Bok-shil/Lee Hye Su/Lee Hae-rim
- 2009 : Princess Ja Myung Go : Princesse Ja-myeong
- 2012 : History of the Salaryman : Baek Yeo-chi
- 2012 : The King of Dramas : Lee Go-eun
- 2013 : Medical Top Team
- 2015 : Bubble Gum
- 2017 : Witch at Court
- 2018 : Wok of love

### Cinéma
- 2002 : Emergency 19
- 2005 : My Boyfriend Is Type B : Bo-young
- 2007 : Two Faces of My Girlfriend : A-ni
- 2009 : Castaway on the Moon : Kim Jung-yeon
- 2011 : In Love And The War : Sul-hee
- 2011 : Pain : Dong-hyun
- 2012 : Neverending Story :Song-Kyung
- 2018 : Gate

## Publicités
- Pour :
  - Neutrogena
  - Maypole (vêtements) (avec Yoon Eun-hye)
  - Giordano (vêtements) (avec Bi et Jang Dong-gun)
  - Minute Maid (avec Daniel Henney)
  - Biotherm
  - Soolsool (vin coréen)
  - Hankook Tire
  - Sansachun
  - Actyon

## Récompenses
| Année | Récompenses                                                                                             |
| ----- | --- |
| 2007  | - 28e Blue Dragon Film Awards : Prix de la meilleure nouvelle actrice (pour Two Faces of My Girlfriend) |
| 2006  | - MBC Drama Awards : PD Award                                                                           |
| 2005  | - MBC Drama Awards : Excellence Award (pour My Lovely Sam Soon)                                         |